# Araujuzon
Araujuzon – miejscowość i gmina we Francji, w regionie Nowa Akwitania, w departamencie Pireneje Atlantyckie.
Według danych na rok 1990 gminę zamieszkiwało 186 osób, a gęstość zaludnienia wynosiła 27 osób/km² (wśród 2290 gmin Akwitanii Araujuzon plasuje się na 991. miejscu pod względem liczby ludności, natomiast pod względem powierzchni na miejscu 1289.).
| 1901 | 1962 | 1968 | 1975 | 1982 | 1990 | 1999 |
| ---- | ---- | ---- | ---- | ---- | ---- | ---- |
| 428  | 240  | 217  | 196  | 200  | 186  | 182  |